# Міст Засбах — Маркольсайм
48°09′14″ пн. ш. 7°35′56″ сх. д. / 48.153916666667° пн. ш. 7.5989722222222° сх. д.
Міст Засбах — Маркольсайм (нім. Rheinbrücke Sasbach–Marckolsheim) — міст через Рейн на кордоні між Німеччиною та Францією.
Автомобільний міст є частиною державної дороги L113 або відомчої дороги D424, що сполучає Засбах-ам-Кайзерштуль в Бадені з Маркольсаймом в Ельзасі. 
Прямопланова споруда має проїжджу частину шириною 7 м на дві смуги та тротуари з обох боків. 
Близько 4400 автомобілів щодня перетнули міст у 2003 році. 

## Історія

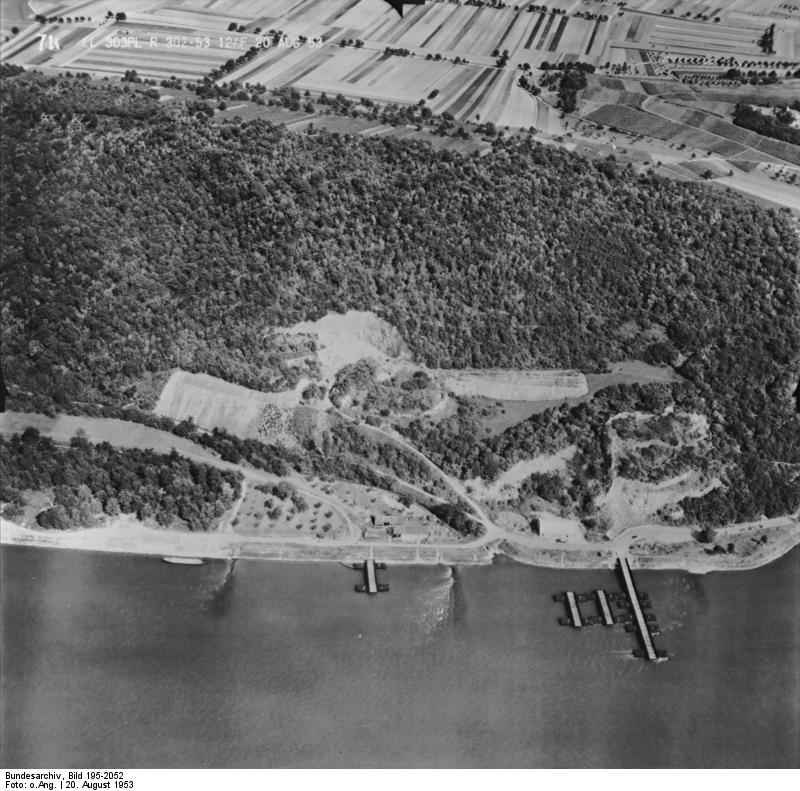
понтонний міст 1953р

Переправа через Рейн з поромом біля підніжжя Лімбурга, поблизу муніципалітету Засбах-ам-Кайзерштуль, вперше згадується в документах 1417 року. 
У 1873 році побудовано понтонний міст, який зруйновано в листопаді 1944 року. 
У 1945 році французькі війська побудували понтонний міст, який був відкритий для цивільного руху в 1961 році. Планування постійного переходу через Рейн почалося в 1974 році і було завершено в 1982 році з підписанням договору між Федеративною Республікою Німеччина та Французькою Республікою про будівництво мосту. 

Будівництво першого постійного мосту на цьому місці між Францією та Німеччиною після Другої світової війни, почалося в 1983 році, а урочисте відкриття відбулося 4 жовтня 1984 року. 
Будував міст консорціум двох німецьких будівельних компаній. 
Вартість будівництва склала 6,5 млн. DM, що на 0,3 млн. DM більше запланованого. 

## Будівництво
Балковий міст довжиною 268 м є попередньо напруженою бетонною конструкцією, яка перетинає Рейн п’ятьма прольотами.  
Основи споруди неглибоко закладені в щільному рейнському гравії. 